# Push e-mail
Push e-mail is een systeem waarbij nieuwe e-mail meteen zichtbaar wordt op de e-mailclient (geduwd, pushed), en niet pas na het periodieke pollen van de server (= van de server getrokken, pulled). Sinds de introductie van de BlackBerry is dit erg populair geworden.

## Vergelijking met traditionele e-mail
Traditionele e-mailtoegang via inbel- of breedbandverbindingen is gebaseerd op het POP3-protocol: de MUA (Mail User Agent, het e-mailprogramma) logt van tijd tot tijd in op de server om na te gaan of er nieuwe e-mail is. Is dat het geval, dan downloadt de MUA de e-mail naar de computer van de gebruiker.
Dit in tegenstelling tot het versturen van e-mail. Een verstuurde e-mail wordt steeds ge"push"t van mailserver naar mailserver (ook MDA: Mail Delivery Agent).
Het uitbreiden van deze 'push' naar de uiteindelijke ontvanger is wat push- en pullmail van elkaar onderscheidt.
Dat pull meer gebruikt wordt dan push is eenvoudig te verklaren. De MDA (Mail Delivery Agent / mailserver) is permanent verbonden met een netwerk (internet), terwijl de MUA (Mail User Agent, het e-mailprogramma) niet noodzakelijkerwijs verbonden is.
Een laptopgebruiker met een inbelverbinding kan bijvoorbeeld enkele keren per dag verbinding maken met het netwerk. Zijn machine moet dus een oproep doen om nieuwe e-mail op te halen (pull). De MDA kan tussendoor geen verbinding leggen met de laptop (push), zodat het niet mogelijk is om de mail af te leveren.

## Protocollen
In tegenstelling tot traditionele e-mail zijn de meeste protocollen die worden gebruikt in populaire systemen propriëtair. BlackBerry van RIM gebruikt bijvoorbeeld private protocols. De Push-IMAP-standaard en delen van de SyncML-standaard trachten meer open oplossingen te ontwikkelen.
Het post office protocol (POP3) is een bekend en veel gebruikt protocol van 'pull'-mail. Merk op dat push-e-mail niet mogelijk is met het POP3-protocol.
Het Internet Message Access Protocol (IMAP) ondersteunt zowel polling als de mogelijkheid om verwittigingen te ontvangen. Dit betekent dat de MUA bijna onmiddellijk op de hoogte kan gebracht worden dat er een nieuw bericht is, zodat de MUA het bericht zelf kan gaan ophalen.
Dit systeem maakt het ontvangen van berichten iets trager omdat er een round-trip nodig is naar de server. Omdat de hoeveelheid gegevens die hierbij verzonden wordt zeer klein is, is deze roundtrip verwaarloosbaar.
De efficiëntie van IMAP kan een puur push-systeem overtreffen omdat het e-mailprogramma (MUA) ervoor kan kiezen alle volledige berichten op te vragen op het moment dat de gebruiker deze opvraagt.
Het 'Lemonade Profile' is een IETF-aanpassing op de IMAP- en SMTP-protocollen om tegemoet te komen aan de vraag naar meer 'mobiel' e-mailverkeer.  Het steunt op het bestaande IDLE-commando (RFC 2177) om directe e-mailmeldingen te kunnen doorsturen naar het cliënt device.
Het gebruik van het IDLE-commando in IMAP (en SMTP) is strikt genomen géén push-e-mail, maar het geeft wel dezelfde gebruikerservaring.

## Geschiedenis
Een van de eerste systemen die op de markt kwamen onder de vorm van "push" was Blitzmail, ontwikkeld door Dartmouth College in 1988.
De broncode is later publiek toegankelijk gemaakt.

## Toepassingen
Via de volgende protocollen of systemen is push-e-mail mogelijk:
- BlackBerry met behulp van BES (BlackBerry Enterprise Server) en specifieke toestellen
- IMAP, mits zowel client als server het zogenaamde "Idle"-commando ondersteunen
- Windows Mobile, indien het versie 5 of 6 betreft, en enkel in verbinding met Microsoft Exchange Server.
- Tinymail op IMAP-servers die IMAP IDLE ondersteunen